# Podandrogyne densiflora
Podandrogyne densiflora là một loài thực vật có hoa trong họ Màng màng. Loài này được (Benth.) Iltis & Cochrane miêu tả khoa học đầu tiên năm 1989.